# Glacis (relief)
Glacisul este o fâșie de teren neted și alungit ușor înclinat în partea inferioară și cu pantă tot mai mare în partea superioară (profil lontgitudinal concav), ce face racordul între un abrupt morfo-tectonic și o suprafață relativ orizontală (câmpie, depresiune, terasă, luncă, etc.)

## Formare
Se formează prin erodarea versanților abrupți și golași, care se retrag paralel cu ei înșiși. Se dezvoltă de principiu în climate aride și semiaride, dar apar incipient și în alte climate.